# США и государственный терроризм
Соединенные Штаты периодически поддерживали террористические и военизированные группы по всему миру, а также оказывали помощь авторитарным режимам, использующим государственный терроризм для подавления населения.
Особенно заметной была поддержка США террористов в Латинской Америке и на Ближнем Востоке. С 1981 по 1991 год США предоставляли оружие и финансирование никарагуанским контрас, которые использовали террористические методы в своей борьбе против правительства Никарагуа. США также обеспечивали подготовку, вооружение и финансирование террористов среди кубинских эмигрантов, таких как Орландо Бош и Луис Посада Каррилес.
Эта поддержка объяснялась стремлением дестабилизировать движения, которые могли бы сблизиться с Советским Союзом, а также защитой интересов американских корпораций за рубежом

## Куба

### Орландо Бош
Орландо Бош был известным кубинским эмигрантом и лидером антикастровского движения. После эмиграции в Майами Бош участвовал в многочисленных акциях против кубинских целей, в том числе в саботажах, взрывах и других операциях, направленных на ослабление режима Фиделя Кастро. Согласно данным Министерства юстиции США, с 1961 по 1968 годы Бош был причастен более чем к 30 актам саботажа и насилия в разных странах, включая США, Пуэрто-Рико и Панаму. Наиболее известным из этих инцидентов стал взрыв рейса Cubana Flight 455 в 1976 году, когда самолет, направлявшийся на Кубу, был уничтожен взрывом на борту, что привело к гибели всех 73 человек.
Бош был арестован в Венесуэле по подозрению в организации теракта и провел в заключении 11 лет в ожидании суда. После серии оправдательных приговоров он был освобожден в 1987 году. Его возвращение в США было обеспечено благодаря политической поддержке в кубино-американской общине и в правительственных кругах. Джеб Буш, сын тогдашнего вице-президента Джорджа Буша-старшего, сыграл ключевую роль в лоббировании разрешения на пребывание Боша в США. В 1990 году президент Джордж Буш-старший отменил приказ о депортации Боша, несмотря на возражения Министерства юстиции. В обмен Бош обязался отказаться от применения насилия, но впоследствии назвал это обещание «фарсом».
Несмотря на призывы депортировать его, Бош остался в Майами, где получил широкую поддержку в кубино-американской общине и, несмотря на свою репутацию, был принят как героическая фигура.

### Луис Посада Каррилес
Луис Посада Каррилес — бывший агент ЦРУ, также был видной фигурой в антикастровском движении. После эмиграции с Кубы он был одним из организаторов вторжения в заливе Свиней и прошел подготовку в Форт-Беннинге. Позже он стал первым директором венесуэльской разведки (DISIP). В 1976 году Каррилес, вместе с Бошем и другими, основал Координационный центр объединенных революционных организаций (CORU), объединяющий антикастровские группы. В том же году Каррилес был арестован за участие во взрыве Cubana Flight 455, однако впоследствии оправдан.
После этого Каррилес участвовал в поддержке контрас в Никарагуа и был замешан в серии взрывов на туристических объектах на Кубе в 1997 году. Несмотря на ряд судебных разбирательств и арестов, США отказались депортировать Каррилеса в Венесуэлу или на Кубу. В 2011 году суд оправдал его по всем пунктам обвинения.

## Никарагуа
С 1979 по 1990 год Соединенные Штаты предоставляли финансовую, логистическую и военную поддержку никарагуанским контрас, которые использовали террористические методы в своей войне против правительства Никарагуа. В то время как Фронт национального освобождения имени Сандино (FSLN) сверг диктатуру Анастасио Сомосы и провел выборы в 1984 году, правительство США считало левое правительство Никарагуа антидемократическим и стремилось поддерживать повстанцев, чтобы подорвать экономику страны и отвлечь ресурсы от социальных программ.
Поддержка контрас со стороны США включала оружие, еду, обучение и оперативное планирование со стороны ЦРУ, что стало одной из крупнейших секретных операций США за последние десятилетия. Кампания контрас против сандинистского правительства включала разрушение больниц, школ, инфраструктуры, а также многочисленные случаи похищений и убийств, что было частью стратегии «низкоинтенсивной войны». Контрас также проводили экономический саботаж, минируя гавани Никарагуа и затрудняя судоходство. Администрация Рейгана поддержала эти действия введением полного торгового эмбарго против страны.
Когда Конгресс США прекратил финансирование контрас в 1985 году, администрация Рейгана искала другие источники средств, что привело к Иран-контрас — операции, в рамках которой полученные от продажи оружия Ирану средства шли на поддержку контрас. Кроме того, поступали средства через частные источники и третьи страны. Позднее расследование выявило, что деньги также поступали от наркотрафика, о котором американские власти знали.
В 1984 году Никарагуа подала иск в Международный суд против США, утверждая, что поддержка контрас нарушает международное право. Суд вынес решение в пользу Никарагуа, обязав США прекратить военные действия и выплатить репарации. Однако США использовали право вето в Совете Безопасности ООН, чтобы заблокировать исполнение решения и избежать компенсаций.

## Италия
Период, известный как «Свинцовые семидесятые», длился в Италии с конца 1960-х до начала 1980-х годов и был отмечен волной насилия со стороны как правых, так и левых террористических группировок. По данным расследований, проводимых в Италии, часть правых радикалов получила поддержку от Соединенных Штатов в рамках так называемой «стратегии напряжённости».
Генерал Джанаделио Малетти, глава контрразведывательного подразделения итальянской военной разведки в 1971—1975 годах, заявил, что его подчиненные обнаружили ячейку правых террористов в районе Венеции, снабженную взрывчатыми веществами, поступавшими из Германии. Он утверждал, что американские спецслужбы оказывали поддержку правым террористам в Италии. Впоследствии итальянский судья Гвидо Сальвини установил, что неофашистские организации, такие как La Fenice, Avanguardia nazionale и Ordine nuovo, были задействованы в «стратегии напряженности» и, по его словам, находились под контролем элементов государственного аппарата, связанных с ЦРУ.
В ходе одного из самых громких событий этого периода, теракта на площади Фонтана в Милане 12 декабря 1969 года, взрыв в здании Banca Nazionale dell’Agricoltura унес жизни 17 человек. В 1998 году судья Гвидо Сальвини обвинил офицера ВМС США Дэвида Карретта в шпионаже, связав его с терактом, и открыл дело против других сотрудников американской разведывательной сети. Парламентский отчет 2000 года утверждал, что американские агенты были осведомлены о подготовке терактов правыми радикалами, но не предпринимали никаких мер для их предотвращения.
Согласно показаниям Винченцо Винчигуэрры, теракт был задуман с целью заставить министра внутренних дел Мариано Румора объявить чрезвычайное положение, а также создать впечатление, что атаки организованы левыми радикалами, чтобы дискредитировать политические силы левого спектра.

## Колумбия

### Проект Лазо
В 1959 году США направили в Колумбию группу экспертов по борьбе с повстанцами для оценки вопросов внутренней безопасности. В 1962 году в Колумбию прибыла группа под командованием генерала Уильяма П. Ярбро, которая рекомендовала создание военизированных групп для проведения диверсионных и террористических действий против известных сторонников коммунистов. Эти рекомендации легли в основу «Плана Лазо», предполагавшего привлечение гражданских лиц в военизированные группы для проведения операций совместно с армией. Впоследствии эта структура стала важной частью стратегии подавления повстанцев.

### Приказ ВС № 200-05/91
В 1991 году колумбийские военные приняли Приказ 200-05/91, основанный на рекомендациях США, что привело к созданию тайных разведывательных сетей для борьбы с повстанцами. Human Rights Watch заявила, что такие сети укрепили связи между военными и военизированными группировками, позволяя колумбийскому правительству избегать ответственности за нарушения прав человека, совершаемые последними.

### Лос Пепес
В начале 1990-х годов для борьбы с Пабло Эскобаром была создана группа «Лос Пепес», включающая противников Медельинского картеля, таких как Картель Кали. Группа получала поддержку от государственных агентств Колумбии и США, включая ЦРУ и DEA, которые предоставляли разведданные для проведения операций против Эскобара. Впоследствии в результате иска по Закону о свободе информации были рассекречены документы, подтверждающие связь американских агентств с этой группой.

## Сирия
Поддержка Соединёнными Штатами сирийских повстанческих групп началась с целью свержения режима Башара Асада. Программа помощи включала поставки оружия и обучение оппозиционных сил, что стало частью более широких усилий по ослаблению режима Асада в условиях гражданской войны в Сирии. По информации The New York Times, эта секретная программа, начатая во время администрации Обамы и оценивавшаяся в миллиарды долларов, включала значительное участие ЦРУ, однако была прекращена в 2017 году по решению президента Дональда Трампа.
Некоторые вооруженные группы, поддерживаемые США, были обвинены в жестоких нарушениях прав человека, включая пытки и убийства, что вызвало критику со стороны международных организаций, таких как Amnesty International. В 2016 году, по сообщениям CBS News, ряд подобных группировок оказались в центре скандал после казни ребенка, что вызвало возмущение и обвинения в молчаливом согласии со стороны США. Также некоторые поставленные США вооружения оказывались у боевиков ИГИЛ, что поставило под сомнение эффективность контроля над поставками оружия сирийской оппозиции.
Турция и Россия неоднократно обвиняли США в поддержке «террористических групп» в Сирии, включая группировки, связанные с радикальными исламскими формированиями.